# Gunther
Walter Hahn (* 20. srpna 1987, Vídeň, Rakousko) je profesionální rakouský wrestler. Působí ve společnosti WWE v rosteru RAW, kde vystupuje pod přezdívkou Gunther.

## Kariéra
Dříve vystupoval pod jménem Walter. Nejčastěji zápasil na menších wrestlingových akcích po celém světě. V roce 2019 podepsal smlouvu s WWE a byl zařazen do roasteru NXT UK. Následně se stal WWE United Kingdom šampionem. Titul držel 870 dní, po jeho ztrátě byl poslán do roasteru NXT. S tím přišla i změna ringového jména na Gunther. Poté byl přeřazen do roasteru Smackdown. Stal se WWE Intercontinental šampionem. 8. září 2023 se stal nejdéle vládnoucím šampionem.
Na King of the Ring 2024 se stal králem ringu a zajistil si tak zápas na SummerSlam 2024 o World Heavyweight titul který v té době držel Damian Priest. Na SummerSlamu svůj zápas proti Priestovi vyhrál a stal se tak poprvé v jeho životě WWE World Heavyweight šampionem. Gunther úspěšně obhájil titul proti Randy Ortonovi, Sami Zaynovi, Priestovi a Finnu Bálorovi. Na WrestleManii 41 prohrál titul proti Jey Usovi. Následně v květnu porazil Pat McAfeeho a v červnu na Raw získal zpět World Heavyweight titul po vítězství nad Usem.

## Počítačové hry
Je hratelnou postavou ve hrách WWE 2K22, WWE 2K23, WWE 2K24 a WWE2K25.

## Osobní život
V roce 2023 si vzal za manželku bývalou profesionální wrestlerku Jinny Hahn, 27. prosince 2023 se jim narodil první syn.

## Úspěchy

### WWE
- WWE Intercontinental Championship (1x)
- WWE United Kingdom Championship (1x)
- WWE World Heavyweight Championship (2x, současný držitel)